# Bulkowo (gmina)
Pour les articles homonymes, voir Bulkowo.
Bulkowo est une gmina rurale (gmina wiejska) de la powiat de Płock, dans la Voïvodie de Mazovie, dans le centre-est de la Pologne.
Son siège administratif (chef-lieu) est le village de Bulkowo qui se situe environ 29 kilomètres à l'est de Płock (capitale de la powiat) et 72 kilomètres au nord-ouest de Varsovie (capitale de la Pologne).
La gmina couvre une superficie de 117,11 km2 pour une population de 5 905 habitants en 2006.

## Histoire
De 1975 à 1998, la gmina est attachée administrativement à la voïvodie de Płock.

Depuis 1999, elle fait partie de la voïvodie de Mazovie.

## Géographie
La gmina inclut les villages et localités de:

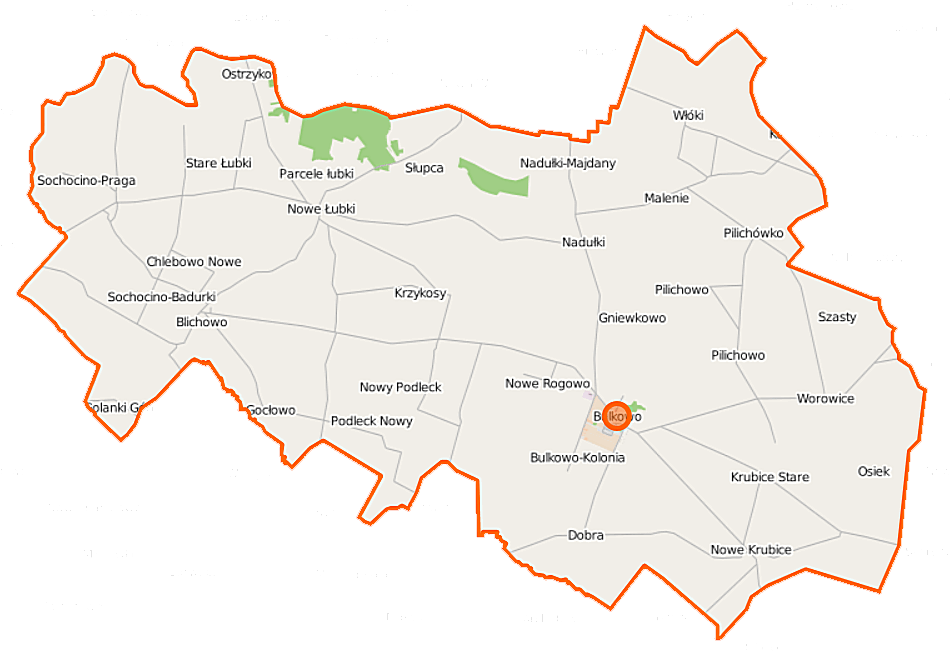
Plan de la gmina

- Blichowo
- Bulkowo
- Bulkowo-Kolonia
- Chlebowo
- Daniszewo
- Dobra
- Gniewkowo
- Gocłowo
- Krubice Stare
- Krzykosy
- Nadułki
- Nowa Słupca
- Nowe Krubice
- Nowe Łubki
- Nowy Podleck
- Osiek
- Pilichówko
- Pilichowo
- Rogowo
- Słupca
- Sochocino-Badurki
- Sochocino-Czyżewo
- Sochocino-Praga
- Stare Łubki
- Stary Podleck
- Szasty
- Włóki
- Wołowa
- Worowice

### Gminy voisines
La gmina de Bulkowo est voisine des gminy suivantes :
- Bodzanów
- Dzierzążnia
- Mała Wieś
- Naruszewo
- Radzanowo
- Staroźreby

## Structure du terrain
D'après les données de 2002, la superficie de la commune de Bulkowo est de 117,11 km2, répartis comme tel :
- terres agricoles : 90 %
- forêts : 4 %

La commune représente 6,51 % de la superficie du powiat.

## Démographie
Données du 30 juin 2004 :
| Description        | Total  | Total | Femmes | Femmes | Hommes | Hommes |
| ------------------ | ------ | ----- | ------ | ------ | ------ | ------ |
| Unité              | Nombre | %     | Nombre | %      | Nombre | %      |
| Population         | 5 983  | 100   | 2 978  | 49,8   | 3 005  | 50,2   |
| Densité (hab./km²) | 51,1   | 51,1  | 25,4   | 25,4   | 25,7   | 25,7   |